# 班贝格
班贝格（德語：[ˈbambɛʁk] ⓘ），也译作班堡、班贝克或巴姆贝格，是德国巴伐利亚州的非县辖城市，位于巴伐利亚北部，隶属于上弗兰肯行政区，也是班贝格县的首府。班贝格是一座大学城和行政城市，人口7.6万，有班贝格大学，是天主教班贝格总教区的驻地，也是上弗兰肯地区的重要中心。班貝格老城是德国最大的一座未受战争毁坏的历史城区，1993年入选联合国教科文组织的世界文化遗产名录。班贝格还以多种特产啤酒而出名。

## 历史

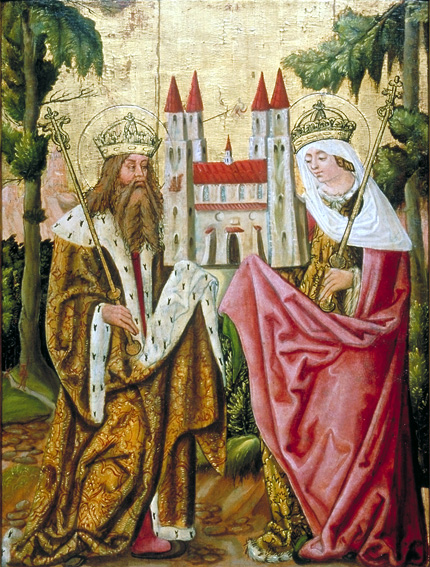
巴伐利亞公爵亨利二世和皇后，亨利二世是班貝格的建造者。

班贝格的历史可以追溯到902年建立在如今主教座堂山上的“巴本贝克城堡”（Castrum Babenberch），原本是属于东法兰克巴本堡家族的封地。但在903年同莱茵法兰克康拉德家族的一场血腥世仇战役中，巴本堡家族失去了这块封地，被国王收回统治直至973年，奥托二世皇帝将城堡送给了他的表兄巴伐利亚公爵亨利二世 (巴伐利亞公爵)（951年—995年）。
1007年，巴伐利亚公爵亨利二世的儿子，神圣罗马帝国的皇帝亨利二世在班貝格建立了天主教主教区，同年又下令建造城市的第一座主教座堂，这座主教座堂先后两次被焚毁，13世纪最后一次重建后保存至今。在16世纪的一次平民反对主教统治的起义失败后，在采邑主教洛塔尔·弗兰茨和弗里德里希·卡尔·冯·舍恩博恩的统治下，班贝格经历了巴洛克时代的文化发展，此后遭受了多场战争之苦，先后在三十年战争时被瑞典，七年战争时被普鲁士，19世纪又被法国军队侵略。
1802年9月2日巴伐利亚军事占领班贝格，随后在11月29日宣布班貝格成为巴伐利亚的一个省，克里斯托夫·弗兰茨·冯·布泽克主教退位，标志着班贝格地位独立性的终结。
1854年5月25日和26日，德意志的8个中型邦国巴伐利亚、萨克森、汉诺威、符腾堡、巴登、黑森-卡塞尔、黑森-達姆施塔特和拿骚曾在班貝格召开会议，决议只有德意志邦联才能代表德意志各邦国对外签署协约，以此回应和对抗德意志的两大强国奥地利和普鲁士此前在东方问题上组成的联盟。
第一次世界大战后的1919年4月7日，刚刚被选出来的巴伐利亚政府在同巴伐利亞蘇維埃共和國的斗争中失败，流亡班貝格并在那里寻求军事援助以反击慕尼黑苏维埃共和国。在慕尼黑苏维埃共和国被威瑪防衛軍和自由军团武力解散后，1919年8月14日班贝格宪法签署，是巴伐利亚的第一部民主宪法。
第二次世界大战后班贝格成为美国占领区，并建立了一座难民营。自从二战结束后，班貝格一直到2014年10月1日为止是美军在德国的驻地。

## 班伯格老城

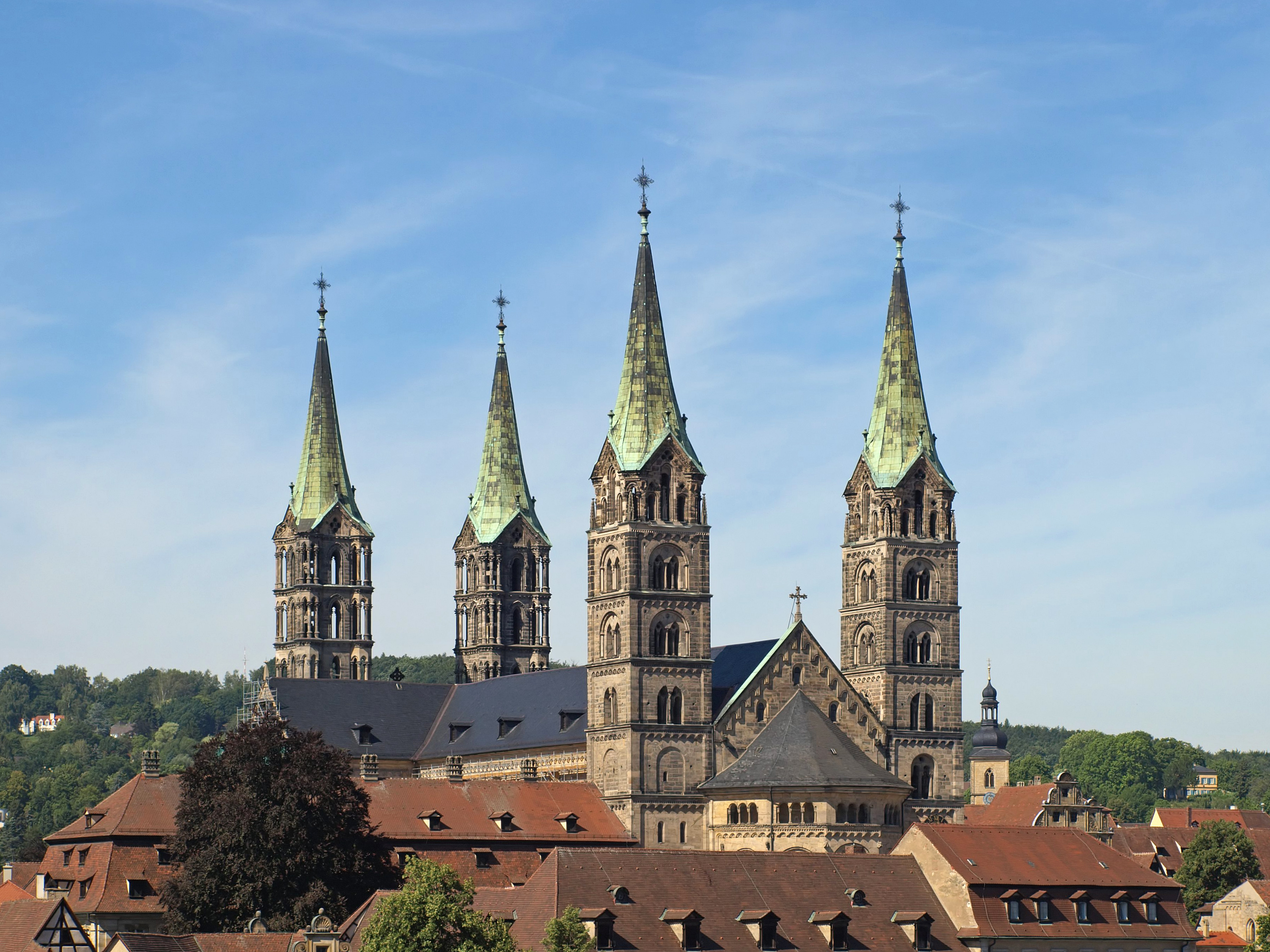
班伯格主教座堂

班贝格拥有上千年的历史，曾是神圣罗马帝国皇帝和主教的驻地。班貝格非常幸运地躲过了多场近在咫尺的战争的破坏，城市内有2千多座历史遗迹，其中包括具有各种历史意义的纪念建筑和有约千年历史的老花园，使得班贝格以一个整体的城市建筑艺术呈现在世人面前。班貝格最杰出的建筑作品有附带4个钟楼的后期罗马式和前期哥特式的主教座堂，建造在河中的老市政厅，以前的渔村“小威尼斯”（德语：Kleine Venedig）、巴洛克宫殿伯廷格宫（Böttingerhaus）和文艺复兴建筑老皇家庭院。
班貝格的面貌要归功于它的建造者神圣罗马帝国皇帝亨利二世（1002年—1024年在位），早在1007年，他将班贝格提升为主教和皇帝的驻地，作为他的权力中心，希望它成为宗教和政治的中心，成为一座“新的罗马城”，这使得班贝格开始了历史上的第一次繁荣。班贝格的第二次振兴是在巴洛克时代，当时的班贝格大主教邀请了一大批德国巴洛克时代的杰出建筑师改建班贝格城。班贝格的城市建筑群是罕见的，其中的大教堂、老皇家庭院、伯廷格宫、被雷格尼茨河环绕着的市政厅、住房群“小威尼斯”特别引人注目。班贝格城的历史原素一直保存到今日，一千多座建筑被列为保护文物。
除了由山、岛和花园组成的迷人的城市景观外，迎接游客的还有不计其数的节庆、文化亮点、当地美食和以啤酒为代表的典型弗兰肯特产，班貝格城内现有9座传统的酿酒厂，斐思拉啤酒 | Greifenklau | 凯撒啤酒 | Keesmann | Klosterbräu | Mahr | 朗客熏啤 | Spezial | Weyermann |，生产50多种不同种类的啤酒。
班贝格老城由于它的模范作用，在1993年入选世界遗产名录，它以独特的方式展现了一座在早期中世纪城市基础上发展而成的中世纪欧洲城市。班贝格老城内保留了大量11世纪至18世纪的历史建筑，是中世纪教堂、巴洛克居民住房和宫殿的完美结合，生动地展现了整个欧洲建筑艺术的发展历史。班贝格的建筑艺术影响了德国中部，一直到匈牙利，和巴洛克时代的波希米亚也有着紧密的联系。

## 國際關係

### 姐妹城市-雙子城
班贝格與下列諸城市締結為友好城市：
- 英國貝福特
- 匈牙利艾斯特根
- 奧地利費爾德基興
- 捷克布拉格
- 法國罗德兹
- 奧地利菲拉赫

## 小威尼斯
班贝格由河流貫穿，水景與建築融合，雷格尼茨河（Regnitz）岸與民居形成的地景，有“小威尼斯”之美稱。每年的八月二十三日，雷格尼茨河小威尼斯段舉行划船比賽，是班貝格最古老的傳統划船競賽。

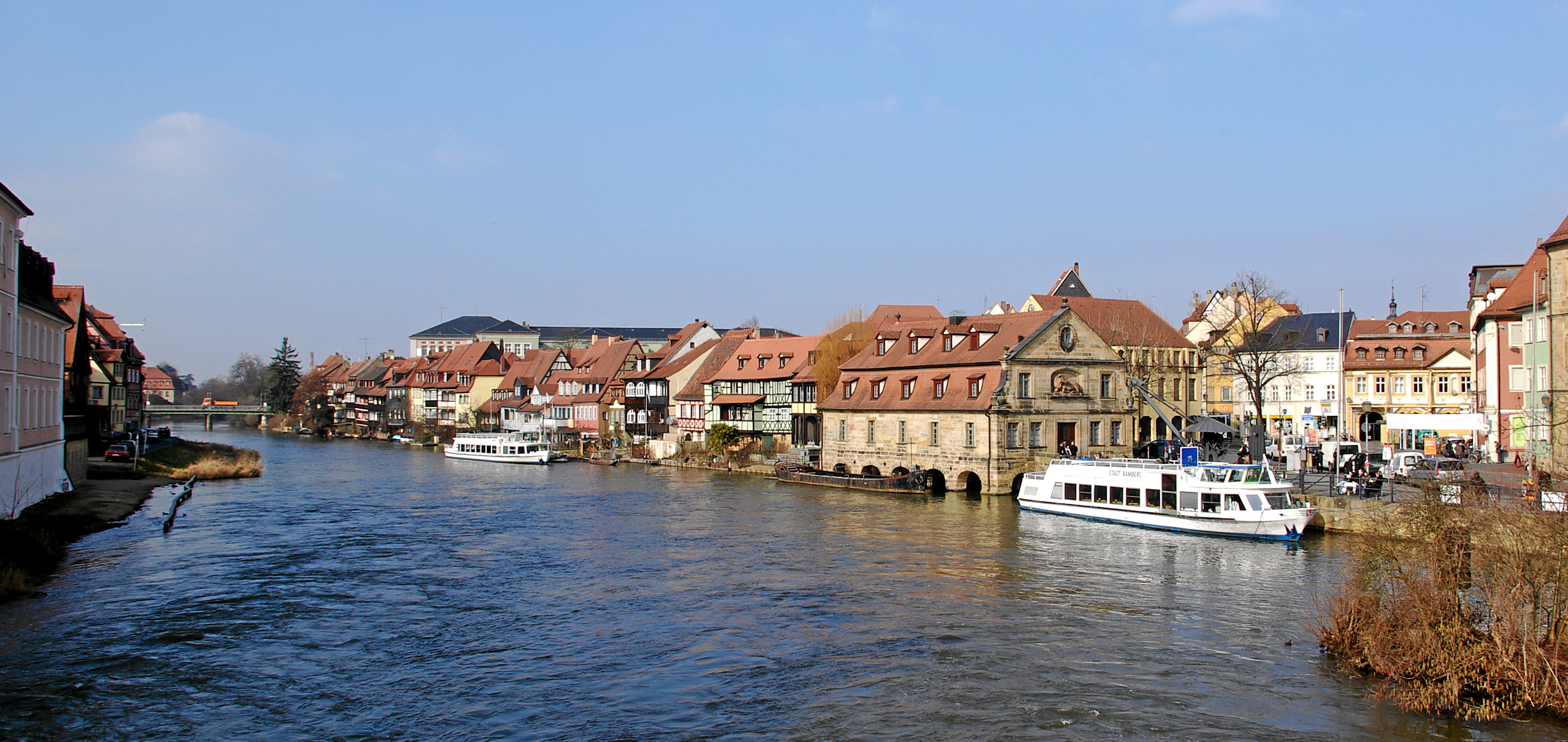
班貝格的小威尼斯